# Університет Верхньої Бретані Ренн II
Університет Верхньої Бретані Ренн II (фр. Université de Haute Bretagne-Rennes 2) — французький університет, розташований в місті Ренн. Університет засновано в 1969 році.

## Структура
Університет має такі факультети:
- Мови
- Витончені мистецтва
- Гуманітарні науки
- Історія
- Географія
- Психологія
- Соціологія
- Спорт

## Випускники
- Оноре Крістоф

## Викладачі
- Мілан Кундера
- Маріо Соареш